# Ebony Thomas
Ebony Thomas, ook wel bekend als Ebony Bones, (Londen, jaren tachtig) is een Brits singer-songwriter, muziekproducente en actrice.
Van 1998 tot 2005 speelde ze Jasmin in de Britse serie Family Affairs. In juli 2009 verscheen haar debuutalbum Bone of My Bones bij het platenlabel PIAS.
- Gemeinsame Normdatei: 1232438693
- International Standard Name Identifier: 0000 0004 6149 813X
- MusicBrainz: eb1d668e-b705-4b7a-8317-303462f993e0
- Virtual International Authority File: 190155286663587180006
- WorldCat: E39PBJpDV9M3v37CxG8Q7wgdwC